# Rada Koordynacyjna (Białoruś)
Rada Koordynacyjna ds. Przekazania Władzy na Białorusi (biał. Каардынацыйная рада па перадачы ўлады ў Беларусі; ros. Координационный совет по передаче власти в Беларуси) – organ utworzony przez kandydatkę na prezydenta Swiatłanę Cichanouską podczas białoruskich protestów w 2020 roku, które miały miejsce po spornych wyborach prezydenckich na Białorusi w 2020 roku. Głównym celem Rady jest opracowanie i rozwijanie bezpiecznych mechanizmów zapewniających transfer władzy na Białorusi. Pierwsze posiedzenie Rady odbyło się 18 sierpnia.

## Utworzenie
Utworzenie Rady Koordynacyjnej zostało ogłoszone w wideo opublikowanym przez Swiatłanę Cichanouską 14 sierpnia 2020 roku, w którym stwierdziła również, że zwyciężyła w wyborach prezydenckich na Białorusi w 2020 r., zdobywając od 60 do 70% głosów oraz zaapelowała do społeczności międzynarodowej o rozpoznanie jej zwycięstwa. Cichanouska zapowiedziała, że celem rady jest koordynacja pokojowego i uporządkowanego odebrania władzy od urzędującego prezydenta Alaksandra Łukaszenki oraz jak najszybsze przeprowadzenie nowych, wolnych i uczciwych wyborów prezydenckich. 17 sierpnia Cichanouska opublikowała wideo, w którym oświadczyła, że jest gotowa do kierowania rządem przejściowym. Rada odbyła swoją pierwszą konferencję prasową 18 sierpnia 2020 r., podczas której odpowiedzi na pytania udzielali Wolha Kawalkowa, Maksim Znak, Maryja Kalesnikawa, Pawieł Łatuszka i Siarhiej Dyleuski.

## Członkostwo
Cichanouska oświadczyła, że do rady będą mogli zgłaszać się obywatele Białorusi, którzy darzeni są zaufaniem grup społecznych i jednocześnie uznają, że oficjalnie ogłoszone wyniki wyborów zostały sfałszowane. Do zgłoszeń zaproszono grupy robocze, partie, związki zawodowe i inne organizacje społeczeństwa obywatelskiego oraz autorytatywne osobistości, takie jak lekarze, nauczyciele, liderzy biznesu, autorzy lub sportowcy. Wolha Kawalkowa i prawnik Maksim Znak są odpowiedzialni za zbieranie i zatwierdzanie wniosków o członkostwo.

### Członkowie
Wstępna lista 35 członków została rozesłana 17 sierpnia 2020 r. i zaktualizowana do 51 członków 18 sierpnia. Wśród członków znaleźli się laureatka Nagrody Nobla Swiatłana Aleksijewicz, sportowiec Nadzieja Astapczuk, reżyser filmowy Jury Chaszczawacki, obywatelski przywódca Aleś Bialacki, polityk Jury Hubarewicz, fizyk Alaksandr Dabrawolski, polityk Andrej Jahorau, Mikałaj Kazłow ze Zjednoczonej Partii Obywatelskiej Białorusi, reżyser Andrej Kurejczyk, polityk Wital Rymaszeuski, malarz Uładzimir Cesler i przedstawicielka wspólnej siedziby opozycji Maryja Kalesnikawa. Kawalkowa i Znak również są członkami rady.

### Przywództwo
Rada wybiera siedmioosobowe prezydium, które następnie wybierze przewodniczącego spośród swoich członków. Dnia 19 Sierpnia Rada Koordynacyjna w formie głosowania wyłoniła 7 członków prezydium z 14 nominowanych do tego kandydatów. Aktualnymi członkami prezydium są:
- Swiatłana Aleksijewicz, pisarka, laureatka Nagrody Nobla w literaturze
- Lilija Ułasawa, międzynarodowa mediatorka, prawniczka
- Siarhiej Dyleuski, przedstawiciel komitetu strajkowego Mińskiej Fabryki Traktorów
- Maksim Znak, prawnik, adwokat
- Wolha Kawalkowa, powierniczka Swiatłany Cichanouskiej
- Maryja Kalesnikawa, flecistka i dyrygentka, koordynatorka sztabu Wiktara Babaryki
- Pawieł Łatuszka, były minister kultury, nadzwyczajny i pełnomocny ambasador

## Reakcje
Prezydent Białorusi Alaksandr Łukaszenka powiedział, że utworzenie przez opozycję rady koordynacyjnej jest „próbą przejęcia władzy ze wszystkimi wynikającymi z tego konsekwencjami”. Głowa państwa ostrzegła, że kierownictwo republiki „podejmie odpowiednie kroki, ale tylko zgodnie z konstytucją i prawem”. Prezydent Białorusi powiedział również o radzie koordynacyjnej: „Niektórzy z nich byli kiedyś u władzy lub byli blisko władzy. Zostali wyrzuceni, żyli urazą. Inni są jawnymi nazistami. Wystarczy spojrzeć na nazwiska”.
Były kandydat na prezydenta Białorusi Waleryj Capkała powiedział, że nie rozumie kryteriów powołania i zadań nowo powstałej Rady Koordynacyjnej białoruskiej opozycji. Ubolewał, że nie został tam zaproszony.
20 sierpnia Biuro prokuratora generalnego na Białorusi rozpoczęło postępowanie kryminalne ws. Rady Koordynacyjnej. Prokurator generalny ocenił, że Rada została powołana w celu przejęcia władzy i zagraża bezpieczeństwu narodowemu. Prezydent Aleksander Łukaszenko jeszcze wcześniej  określił powołanie Rady jako "próbę przejęcia władzy" przez opozycję.
W styczniu 2023 r. Ministerstwo Spraw Wewnętrznych Białorusi uznało Radę Koordynacyjną za ugrupowanie ekstremistyczne. Zgodnie z białoruskim ustawodawstwem członkom ugrupowań ekstremistycznych grozi więzienie. Wcześniej, w latach 2021—2022, białoruskie sądy uznały zasoby internetowe Rady za materiały ekstremistyczne.

## Międzynarodowe wsparcie
Cichanouska zwróciła się do społeczności międzynarodowej o uznanie jej za zwyciężczynię białoruskich wyborów prezydenckich w 2020 r. I wsparcie wysiłków rady koordynacyjnej.

### Kraje, które zaoferowały wsparcie dla Cichanouskiej lub rady
- Prezydent Litwy, Gitanas Nausėda w rozmowie telefonicznej z Cichanouską zaoferował swoje wsparcie dla rady[27]. Premier Litwy wezwał Białoruś do przeprowadzenia, „wolnych i sprawiedliwych” wyborów nadzorowanych przez obserwatorów międzynarodowych[28]. Minister spraw zagranicznych Litwy Linas Linkevičius określił Łukaszenkę jako „byłego prezydenta” Białorusi[29].